# شهرستان تسیملیانسکی
شهرستان تسیملیانسکی (به لاتین: Tsimlyansky District) یک شهرستان در روسیه است که در استان روستوف واقع شده‌است.